# Bartolomeo Bulgarini
Bartolomeo Bulgarini (1300 - 1378) foi um importante pintor italiano do Trecento em Siena, antes e depois da Peste Negra.
Nasceu em uma família nobre, onde vários membros foram parte da Comuna de Siena. Da mesma forma que seus contemporâneos, Simone Martini, Pietro Lorenzetti e Ambrogio Lorenzetti, fez parte da tradição da Escola de Siena, seguindo Duccio. É o único pintor de sua geração mencionado por Giorgio Vasari em sua obra Vidas.
A única obra autografada por Bulgarini é o altar de São Victor na Catedral de Siena.